# ارن‌لر (جیحان)
ارن‌لر {{ترکی|Erenler) (به کردی: Abidiye) یک منطقهٔ مسکونی در ترکیه است که در جیحان واقع شده‌است.